# Tiền Phong, Ân Thi
Tiền Phong là một xã thuộc huyện Ân Thi, tỉnh Hưng Yên, Việt Nam.

## Địa lý
Xã Tiền Phong nằm ở phía đông nam huyện Ân Thi, có vị trí địa lý:
- Phía đông giáp huyện Phù Cừ
- Phía tây giáp xã Hồng Vân và xã Hồ Tùng Mậu
- Phía nam giáp xã Hạ Lễ
- Phía bắc giáp xã Đa Lộc.

Xã Tiền Phong có diện tích 4,70 km², dân số năm 2019 là 4.780 người, mật độ dân số đạt 1.017 người/km².

## Giao thông
Xã Tiền Phong có tỉnh lộ 200D chạy qua.